# Jarawasia
Jarawasia is een geslacht van rechtvleugeligen uit de familie krekels (Gryllidae). De wetenschappelijke naam van dit geslacht is voor het eerst geldig gepubliceerd in 2008 door Koçak & Kemal.

## Soorten
Het geslacht Jarawasia  is monotypisch en omvat slechts de volgende soort:
- Jarawasia andamanensis (Bhowmik, 1969)